# Richard Burdon Haldane
Richard Burdon Haldane, 1. vikomt Haldane (Richard Burdon Haldane, 1st Viscount Haldane of Cloan) (30. července 1856, Edinburgh, Skotsko – 19. srpna 1928, Auchterarder, Skotsko) byl britský politik, právník a spisovatel. Jako úspěšný advokát vstoupil do politiky a byl dlouholetým členem Dolní sněmovny. V letech 1905–1912 zastával funkci ministra války, později byl dvakrát lordem kancléřem (1912–1915 a 1924). Od roku 1911 byl s titulem vikomta členem Sněmovny lordů.

## Životopis
Pocházel ze starobylé skotské šlechtické rodiny připomínané od 15. století, později několik členů rodu zasedalo v Dolní sněmovně. Narodil se jako nejstarší syn z druhého manželství skotského právníka Roberta Haldana (1805–1877). Studoval v Edinburghu, Göttingenu a Londýně a poté působil jako právník. Ve své době patřil k nejlepším advokátům v Londýně a právnická praxe mu ročně vynášela 20 000 liber. Na podnět svého bratrance 3. hraběte z Camperdownu kandidoval v roce 1880 do Dolní sněmovny, ale neuspěl. Připojil se k liberálům a stal se blízkým přítelem pozdějšího premiéra H. H. Asquitha. V letech 1885–1911 byl členem Dolní sněmovny za Liberální stranu a od roku 1890 královským justičním radou (Queen's Counsel, od roku 1901 King's Counsel), v roce 1902 byl jmenován členem Tajné rady.
V Campbell-Bannermanově vládě byl jmenován ministrem války a funkci si udržel i v následující Asquithově vládě (1905–1912). Realizoval četné reformy v armádě a jako stoupenec britského imperialismu spolupracoval s ministrem zahraničí Edwardem Greyem. V roce 1911 získal titul vikomta a vstoupil do Sněmovny lordů. V roce 1912 podnikl diplomatickou cestu do Berlína, jejímž cílem byl poslední pokus o britsko-německé sblížení před první světovou válkou. Neúspěch této mise jej přiměl k rezignaci na post ministra války (červen 1912) a přešel na méně důležitou justiční funkci lorda kancléře (1912–1915). Na začátku první světové války byl tiskem obviněn ze své podezřelé znalosti Německa, což pramenilo z toho, že v mládí studoval na univerzitě v Göttingenu a celoživotně se zajímal o německou literaturu. Na základě tohoto útoku odešel v roce 1915 z vlády. Po porážce liberálů ve volbách v roce 1924 se připojil k Labour Party a v labouristické vládě byl opět lordem kancléřem (1924). Po odstoupení vlády byl až do smrti mluvčím labouristů ve Sněmovně lordů.

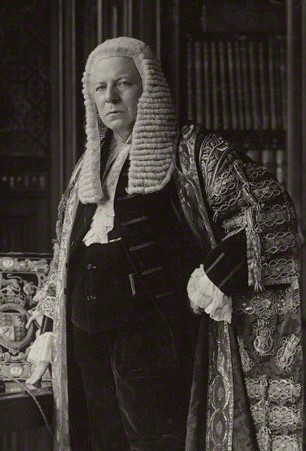
Vikomt Haldane v tradičním oděvu lorda kancléře (1912)

Dlouhodobě se věnoval problematice školství a vzdělávání, v letech 1916–1918 byl předsedou státní komise pro vysokoškolské vzdělání ve Walesu. V letech 1905–1908 byl rektorem univerzity v Edinburghu, později zastával čestné funkce kancléře univerzity v Bristolu (1912–1928) a univerzity v St Andrews (1928).
Obdržel Řád bodláku (1913) a Řád za zásluhy (1915), byl též členem Královské společnosti, Královské společnosti starožitností a Britské akademie.
Zemřel svobodný a jeho úmrtím titul vikomta zanikl. Sídlem rodiny Haldane je od středověku zámku Gleneagles ve Skotsku.